# حكومة كرواتيا

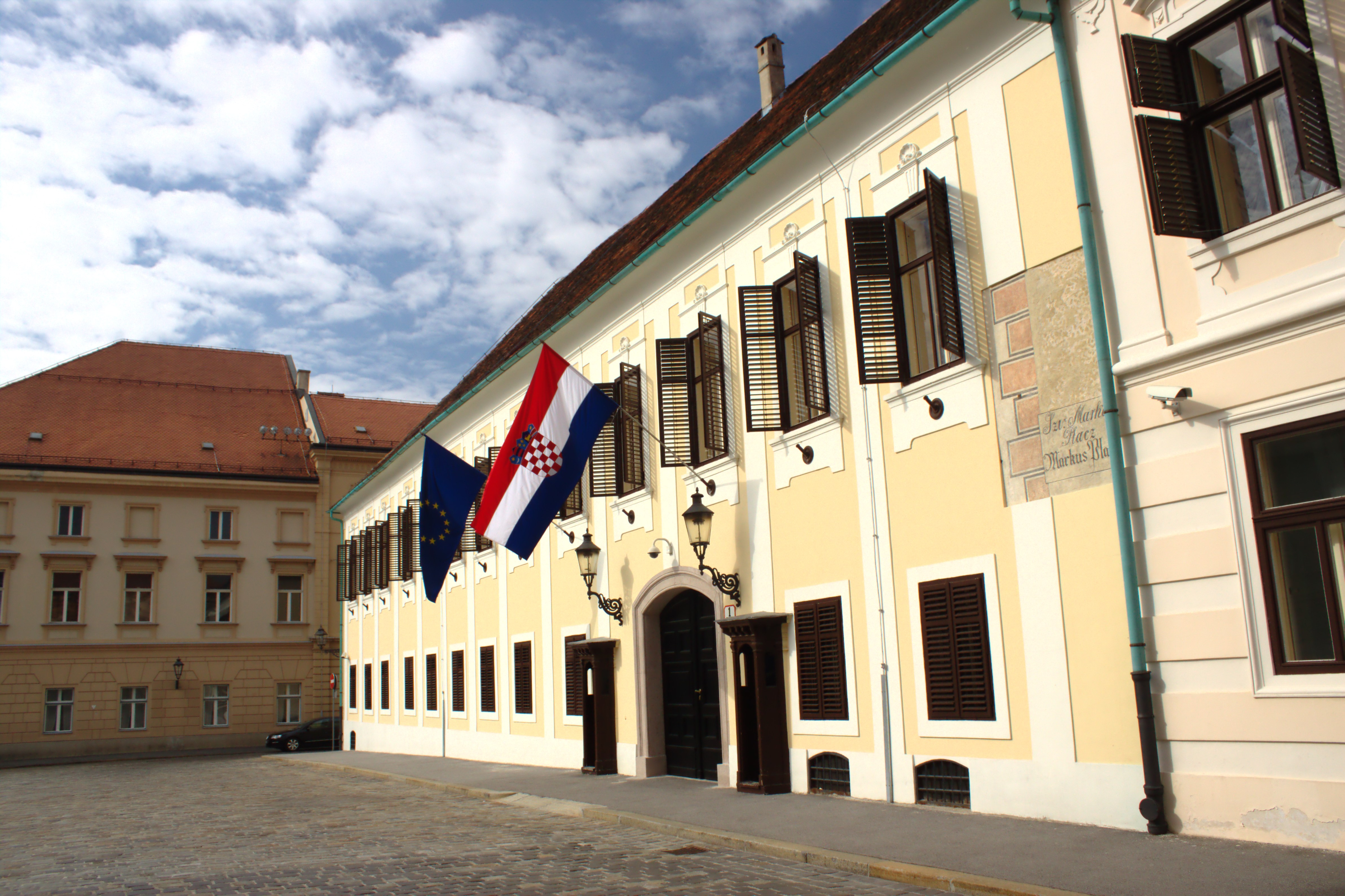
مبنى الحكومة الكرواتية في زغرب

حكومة كرواتيا رسميًا حكومة جمهورية كرواتيا والمختصرة عادة إلى الحكومة الكرواتية هي الفرع التنفيذي الرئيسي للحكومة في كرواتيا. يقودها رئيس الحكومة والمختصرة بشكل غير رسمي باسم رئيس الوزراء. يتم ترشيح رئيس الوزراء من قبل رئيس الجمهورية من بين المرشحين الذين يتمتعون بدعم الأغلبية في البرلمان الكرواتي؛ ثم يتم اختيار المرشح من قبل البرلمان. هناك 20 عضوًا آخر في الحكومة، يعملون كنواب لرئيس الوزراء أو وزراء في الحكومة أو كليهما؛ يتم اختيارهم من قبل رئيس الوزراء ويصادق عليهم البرلمان. تمارس حكومة جمهورية كرواتيا سلطاتها التنفيذية بما يتفق مع الدستور الكرواتي والتشريعات التي يسنها البرلمان الكرواتي. يرأس الحكومة الحالية رئيس الوزراء أندريه بلينكوفيتش.
بعد التسوية الكرواتية المجرية عام 1868، المملكة الكرواتية السلافونية وحكومة الأرض أو رسميًا الحكومة الملكية الكرواتية السلافية الدلماسية للأرض برئاسة حظر معين من قبل ولي العهد قد تم تأسيسها. كانت هذه الحكومة قائمة حتى تفكك الإمبراطورية النمساوية المجرية وإنشاء مملكة يوغوسلافيا في عام 1918. وفي عام 1939، تم إنشاء بانوفينا الكرواتية وعين التاج رئيسًا لبانوفينا الكرواتية، ولكن لم يتم تشكيل حكومة فعالة قبل الحرب العالمية الثانية. في عام 1943، أنشأ مجلس الدولة المناهض للفاشية من أجل التحرير الوطني لكرواتيا مجلسًا تنفيذيًا ليكون بمثابة حكومة جديدة. جمهورية كرواتيا الاشتراكية بينما كانت جزءًا من جمهورية يوغوسلافيا الاشتراكية الاتحادية، كان لديها حكومة منفصلة (من 1953 إلى 1990 تُعرف باسم المجلس التنفيذي المعين من قبل البرلمان) مع سلطات محدودة (باستثناء الدفاع والعلاقات الخارجية؛ كان هذا مشابهًا لجميع الأشكال الحكومية السابقة). بعد أول انتخابات متعددة الأحزاب واعتماد الدستور الحالي لكرواتيا في عام 1990، تم اعتماد الشكل الحكومي الحالي وأصبح ستيبان ميسيتش أول شخص يقود حكومة غير شيوعية (في ظل حكومة يوغوسلافيا)، في حين كان يوسيب مانوليتش هو أول رئيس وزراء لكرواتيا المستقلة. منذ نهاية الحكم الشيوعي لجمهورية كرواتيا أربع عشرة حكومة برئاسة اثني عشر رئيس وزراء مختلفًا. تم تشكيل تسع حكومات من قبل الاتحاد الديمقراطي الكرواتي، وثلاث من قبل الحزب الديمقراطي الاجتماعي الكرواتي، وترأس واحدة من قبل رئيس وزراء مستقل وواحدة كانت حكومة وحدة وطنية (تشكلت خلال ذروة حرب الاستقلال الكرواتية).

## أنظر أيضا
- السياسة في كرواتيا
- رئيس كرواتيا
- برلمان كرواتيا